# Cryptomeigenia dubia
Cryptomeigenia dubia là một loài ruồi trong họ Tachinidae.